# Cynorta litterata
Cynorta litterata is een hooiwagen uit de familie Cosmetidae.